# Holešovice
Holešovice (conocido como Holešovice-Bubny desde su fusión con Bubny en 1850 hasta 1960, y en alemán como Holleschowitz-Buben) es un distrito urbano y área catastral en Praga. Fue anexado a Praga en 1884, convirtiéndose en el primer municipio histórico no considerado una ciudad en el momento de su anexión. Antes de integrarse a Praga, Holešovice pertenecía al distrito político de Karlín. La mayor parte de Holešovice se encuentra en el llamado meandro de Praga del río Moldava, en su margen izquierda, e incluye a Bubny y el barrio de Letná en la colina.
Casi toda la zona pertenece al distrito municipal de Praga 7, aunque una pequeña parte en el suroeste (la ribera del río Vltava entre el Puente Čechův y la calle U plovárny, que incluye la capilla de Santa María Magdalena) pertenece al distrito municipal de Praga 1.

## Origen del nombre
Holešovice, anteriormente conocido como Holíšovice (derivado del nombre personal Holíš, que significa "persona sin barba o calva"), es un distrito urbano y área catastral en Praga. Fue incorporado a Praga en 1884, siendo el primer municipio histórico que no era una ciudad en el momento de su anexión. Antes de su integración a Praga, Holešovice formaba parte del distrito político de Karlín.

## Historia

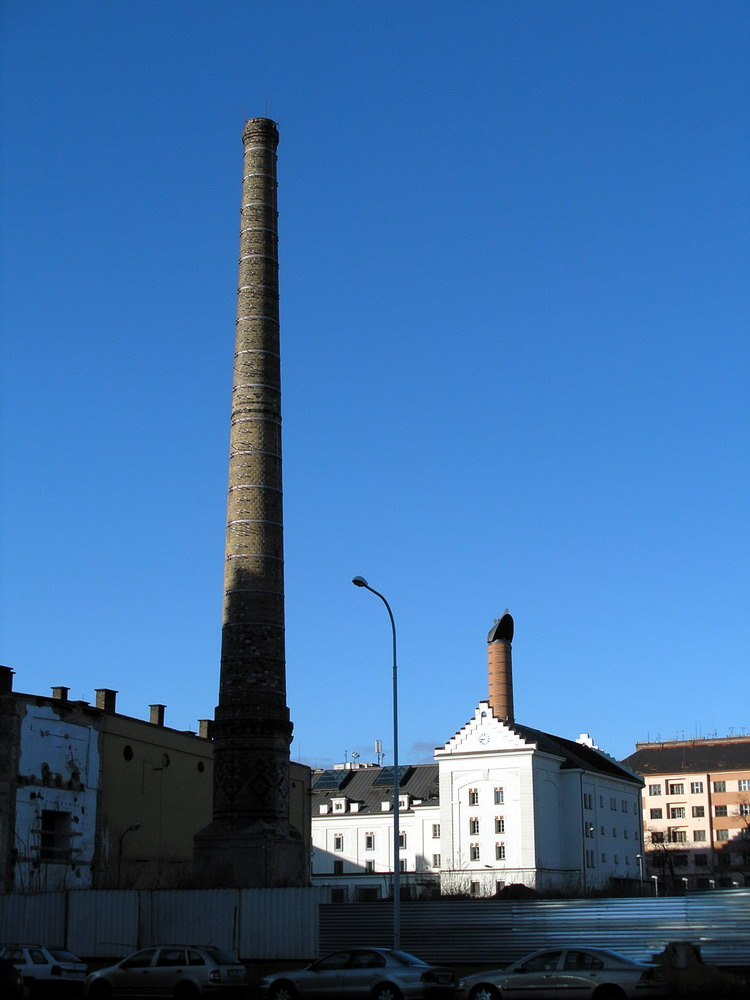
Chimenea de la cervecería de Holešovice, demolida entre 2006-2007 debido a nuevas construcciones

La primera mención conocida de Holešovice data del año 1228, en relación con el noble Bohumil de Holešovice. Originalmente, Holešovice también incluía el asentamiento de Holešovičky o Malé Holešovice en la orilla derecha del río Vltava, que fue anexado al dominio de Libeň en el siglo XVI. Esta pequeña aldea agrícola se ubicaba en el área que hoy ocupa la estación de trenes Praha-Holešovice y experimentó una expansión significativa a finales del siglo XIX. Durante esta expansión, ocupó una zona previamente deshabitada de campos y prados en la llanura aluvial del meandro de la Vltava, convirtiéndose en uno de los suburbios industriales más importantes de Praga. En este período, se construyeron los mataderos centrales, conocidos actualmente como Pražská tržnice. La estación de trenes Bubenské nádraží, una planta de gas y, en 1891, se construyó en Bubenč un complejo para la Exhibición Provincial que impulsó varios cambios adicionales, como la construcción del funicular a Letná y la línea de tranvía Letná-Výstaviště. En 1892, se construyó el puerto de Holešovice en la orilla opuesta, frente a Libeň.
En 1850, Holešovice se fusionó con el pueblo vecino de Bubny. El 8 de noviembre de 1884, Holešovice-Bubny fueron anexados a Praga como el distrito VII. Durante este período (1925-1934), se creó un álbum fotográfico con 111 imágenes de casas y patios que posteriormente fueron demolidos.
En 1928 se inauguró el Puente de Libeň (el 29 de octubre de 1928, conocido entonces como Puente Masaryk en conmemoración del décimo aniversario de la República), reemplazando una estructura provisional de madera de 1903. Esto mejoró significativamente el servicio de transporte del barrio, convirtiéndose en el puente más largo sobre el río en el centro de la ciudad hasta la fecha. Un hito importante fue la construcción del moderno edificio de la Empresa Eléctrica Municipal en 1927 y el Palacio de Ferias a finales de los años 30.
No fue hasta la reforma de los distritos de Praga en abril de 1960 que Holešovice-Bubny fue oficialmente renombrado como Holešovice. A finales de los años 70 y principios de los 80, la construcción de la autopista de circunvalación norte-sur, conocida como la Magistrala, dividió el barrio entre el Puente de Hlávka y el Puente de los Combatientes. Aunque esto mejoró el transporte, también contribuyó al aumento del ruido y la contaminación. En noviembre de 1984 se inauguró el metro en Holešovice, con la puesta en funcionamiento de la sección III.C que incluye las estaciones Vltavská y Nádraží Holešovice. En ese mismo período también se abrió la estación de tren homónima en la llamada desviación de Holešovice.
En agosto de 2002, gran parte de Holešovice quedó inundada debido a las crecidas. La biblioteca en la Plaza Orten, que albergaba un depósito de libros raros de la Biblioteca Municipal, se inundó hasta aproximadamente un metro de altura. Además, fue necesario demoler dos edificios en la calle Komunardů que resultaron dañados estructuralmente.

## El desarrollo de la estructura urbanística y arquitectónica
| Año                                         | Población | Posición* |
| ------------------------------------------- | --------- | --------- |
| 1869                                        | 3 094     | 12        |
| 1880                                        | 17 357    | 6         |
| 1890                                        | 22 131    | 6         |
| 1900                                        | 30 814    | 6         |
| 1910                                        | 39 727    | 5         |
| 1921                                        | 46 335    | 5         |
| 1930                                        | 59 150    | 5         |
| 1950                                        | 60 945    | 6         |
| 1961                                        | 63 809    | 4         |
| 1970                                        | 56 960    | 3         |
| 1980                                        | 46 489    | 7         |
| 1991                                        | 38 300    | 8         |
| 2001                                        | 34 143    | 8         |
| 2011                                        | 35 046    | 7         |
| 2014                                        | 35 896    | 6         |
| 2016                                        | 36 752    | 5         |
| *entre territorios catastrales de Praga hoy |           |           |

El asentamiento más antiguo conocido data del período del Neolítico medio (aproximadamente entre los años 5000 y 4700 a. C.), cuando los primeros colonos se establecieron en chozas ligeras en esta área.
Los primeros castillos eslavos de piedra, complementados por fortificaciones de tierra y madera en el área de las Nuevas Holešovice, se pueden rastrear a través de hallazgos arqueológicos desde el período temprano de la Edad Media (segunda mitad del siglo VI hasta el siglo X). Debido al carácter natural de la península de Holešovice, bordeada por los cauces del río Vltava, durante la Alta Edad Media comenzó a destacar el carácter dominante de la región, cuyos habitantes aprovechaban plenamente la pesca y la economía fluvial hasta mediados del siglo XX. En el período del comienzo de la era moderna, desde el punto de vista urbanístico, Holešovice no experimentó un desarrollo acelerado y más bien mostraron el carácter de un pueblo agrícola con una serie de casas y granjas.
En la segunda mitad del siglo XIX, se transformaron en un moderno barrio industrial suburbano con fábricas y una estación de tren, complementadas con la necesaria construcción de colonias obreras de casas con patios y jardines. En la década de 1880, se adoptó un plan de regulación definitivo que se caracterizaba por una red de calles ortogonales y dos plazas, seguido del nombramiento oficial de las calles individuales.
Holešovice fueron anexadas a Praga como Holešovice-Bubny, la séptima en orden, en 1884 y se mantuvieron bajo este nombre hasta 1960, cuando el nombre volvió a ser simplemente Holešovice y formaron parte del distrito municipal de Praga 7.
Durante la Primera República, se desplazó el curso del río Vltava y se construyeron los puentes de Libeň y Troja, lo que resultó en la desaparición del área inundable no regulada de Manin. Gracias a estas medidas, la construcción residencial continuó en el meandro de Holešovice y, al mismo tiempo, las industrias del siglo XIX, tan características de esta parte de Praga, fueron desplazadas hacia el oeste de la calle Bubenská. Solo el área de Staré Holešovice - Zátor mantuvo su carácter de pueblo pequeño hasta la aldea. A partir de la década de 1950, comenzó el declive gradual de Staré Holešovice-Zátor, un barrio que prácticamente desapareció en la década de 1970 durante la construcción de la estación de metro Nádraží Holešovice. Los cambios socioeconómicos posteriores a 1989 y la inundación de 2002 marcaron el inicio del proceso de desindustrialización de Holešovice, poniendo fin definitivamente a la Holešovice industrial.
Hoy en día, Holešovice es un barrio residencial moderno líder en Praga, complementado con edificios comerciales y administrativos, a menudo ubicados en estructuras industriales y técnicas, algunas de las cuales han sido declaradas patrimonio cultural. La modernización del nuevo séptimo distrito de Praga se ha reflejado principalmente en la construcción de empresas de importancia para toda la ciudad.

## Monumentos históricos

### Monumentos culturales
- La Iglesia de San Clemente en la calle Kostelní originalmente atendía a los fieles de la aldea de Bubny, y más tarde también a los ciudadanos de Holešovice, hasta que debido a su capacidad insuficiente se construyó la Iglesia de San Antonio de Padua en la actual Plaza Strossmayer. San Clemente es la estructura sacra más antigua conservada en el Distrito Municipal de Praga 7. Es de origen románico, con las primeras menciones datadas en 1234; posteriormente fue reconstruida en estilo gótico. En 1603 la iglesia sufrió un incendio. Bajo el cuidado de Maximiliano Valentín, conde de Martinice, fue reconstruida nuevamente entre 1659 y 1677 en un estilo arquitectónico barroco temprano, conservando elementos románicos y góticos. En particular, se ha preservado el presbiterio con la sacristía. Alrededor de la iglesia hay un pequeño cementerio, que dejó de utilizarse en 1886.[19]
- El Veletržní palác ha sido utilizado desde su reconstrucción en la década de 1990 para albergar las colecciones de arte moderno de la Galería Nacional de Praga.[19]
- En la Plaza Strossmayer se encuentra la Iglesia neogótica de San Antonio de Padua.[19]El antiguo arenal de Holešovice

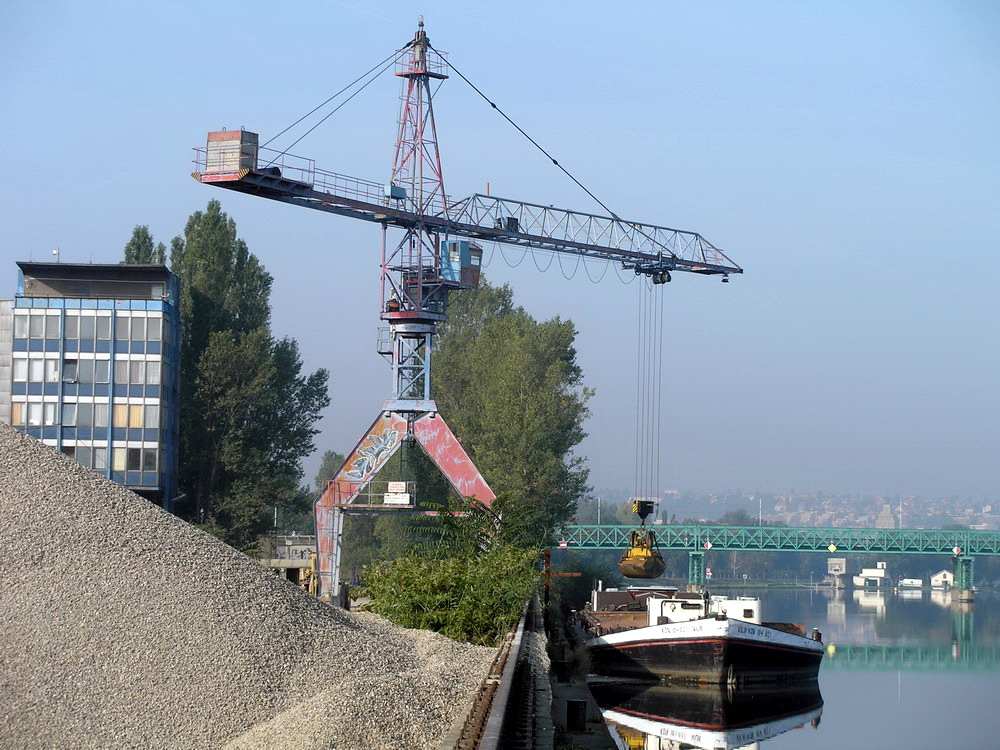
El antiguo arenal de Holešovice

### Monumentos naturales
- El Perfil de Letná.[20]
- El Tilo de la República en la Plaza Strossmayer, un árbol de significado histórico.
- El Tilo de la República (Letná) en la calle Kostelní, ubicado en el terreno de la Guardería Maternal.
- El Olmo en Zátor en Holešovice, cerca del vestíbulo sur de la estación de metro de Praga-Holešovice.

## Lugares de interés

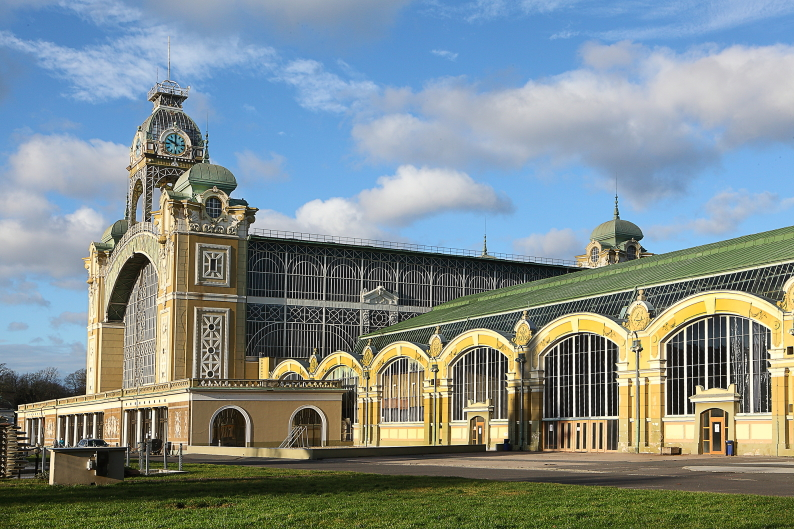
Palacio Industrial

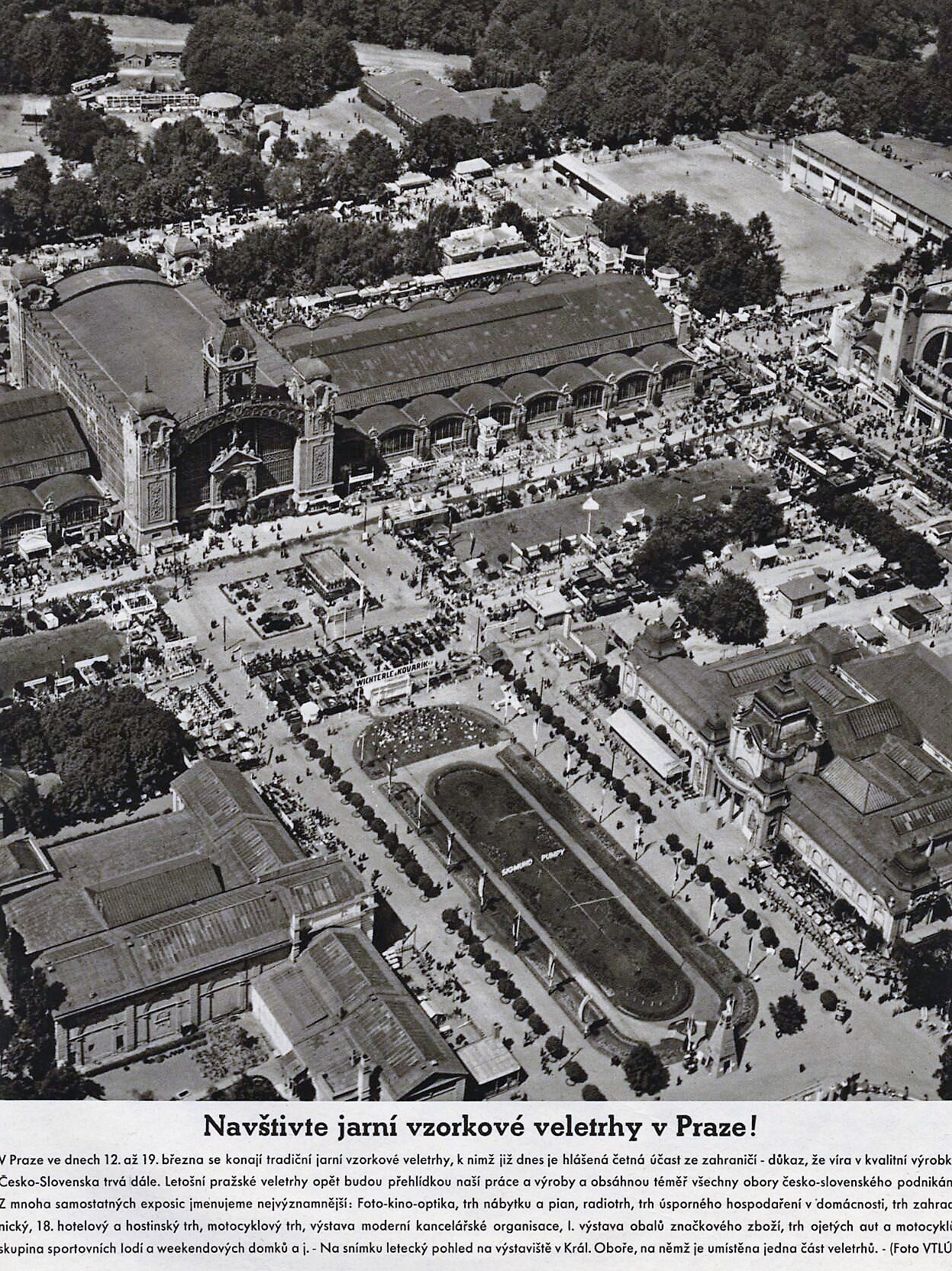
Vista aérea del recinto ferial (1939)

### Výstaviště
El área más destacada asociada a Holešovice es el Výstaviště (conocido como Parque de Cultura y Recreación Julius Fučík durante la era socialista). Aunque todo su terreno pertenece al distrito catastral de Bubeneč, debido a su estrecha vinculación con Holešovice, forma parte del distrito municipal Praga 7, que puede considerarse como una forma administrativa activa de Holešovice. El Výstaviště fue construido en el borde del parque Stromovka (Královská obora) para la Exposición Provincial de 1891. En su interior se encuentran, entre otros, los teatros musicales Goja Music Hall (anteriormente Pyramida) y Spirála, y en el borde del recinto multifuncional está la Tipsport Arena (anteriormente Aréna HC Sparta Praha, T-Mobile Arena).
En 1999, en el borde oriental de Pražská tržnice, se estableció el Teatro Milénium, que en 2010 cambió su nombre a Teatro Metropolitano de Praga y posteriormente a RockOpera Praha.
El lugar donde se encontraba el asentamiento original de Holešovice comenzó a llamarse "Zátory" debido a la acumulación de hielo en invierno..

### Centro DOX de Arte Contemporáneo

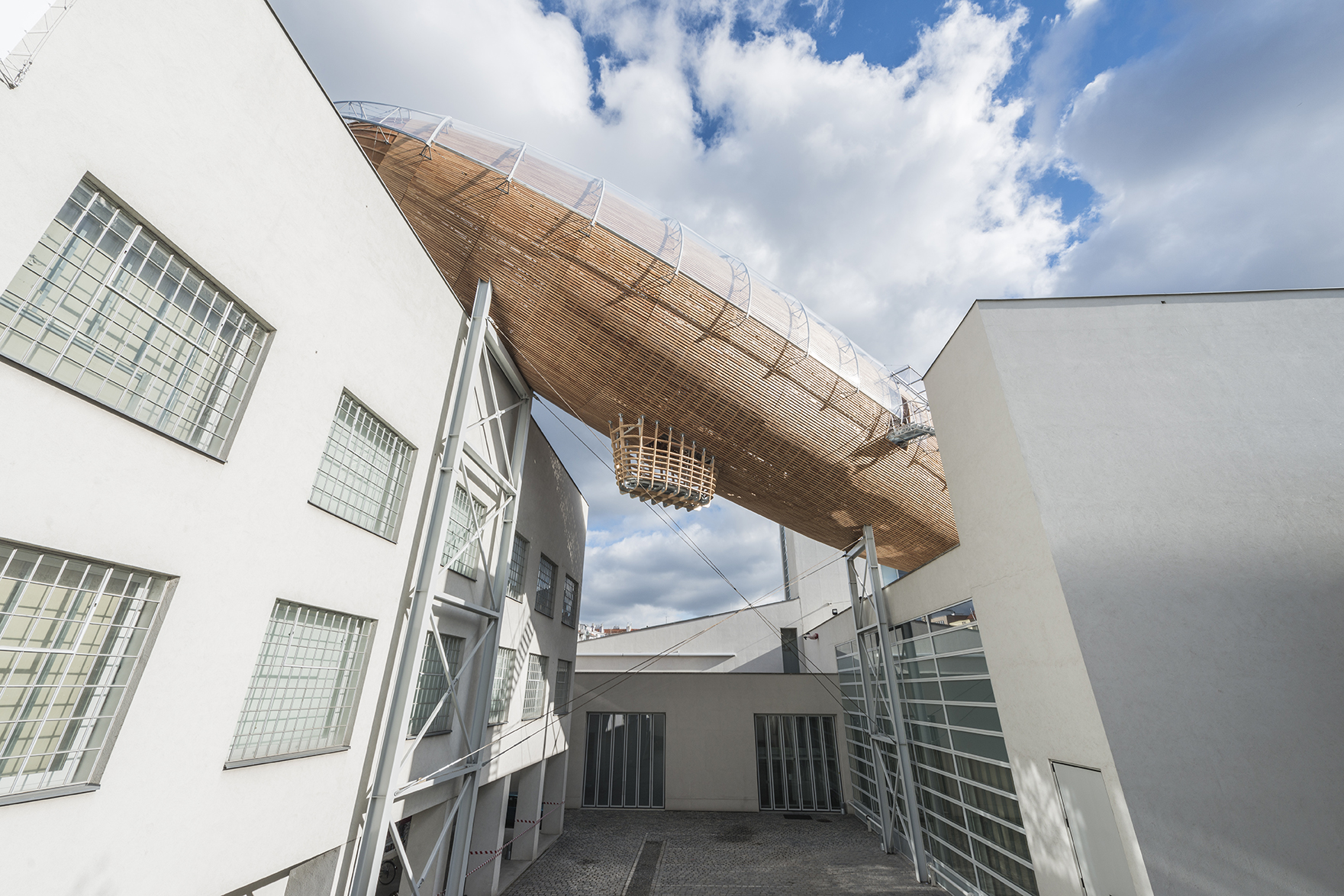
Centro DOX de Arte Contemporáneo

El Centro DOX de Arte Contemporáneo es un espacio multifuncional centrado en la presentación de arte contemporáneo, arquitectura y diseño. Fue creado mediante la reconstrucción de una antigua fábrica y se inauguró en 2008. La reconstrucción de la antigua fábrica en un espacio multifuncional fue obra del arquitecto  Ivan Kroupa. En 2008, el Centro DOX de Arte Contemporáneo fue nominado para el Premio de Arquitectura Contemporánea de la Unión Europea. Es más conocido por su gran escultura/evento en la azotea, el  Dirigible Gulliver, creado por Martin Rajniš en 2016. El cuerpo de madera y acero del dirigible en sí mismo, por el cual los visitantes pueden caminar, conecta dos terrazas en la azotea que tienen alturas diferentes.

### Iglesia de San Antonio de Padua

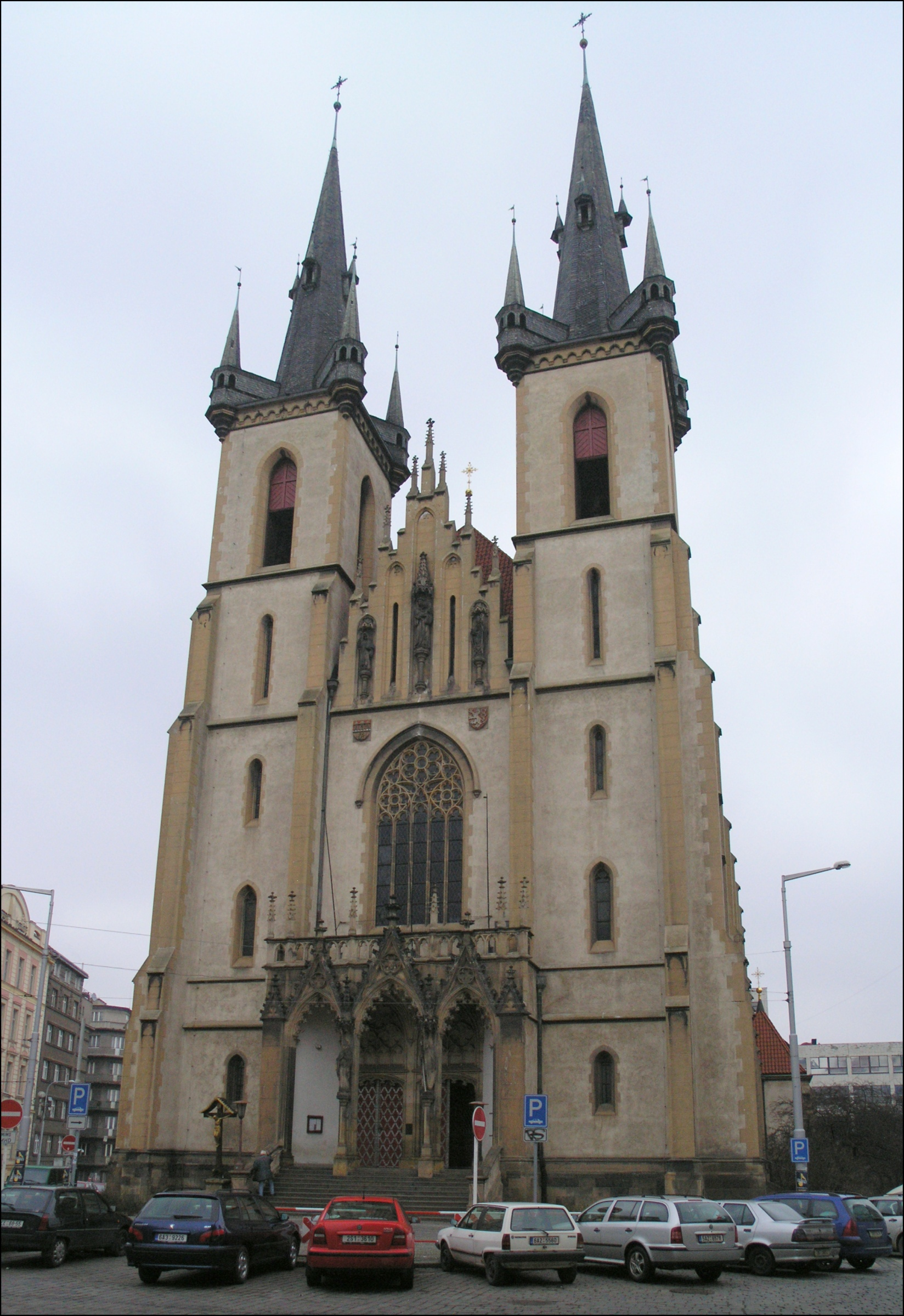
Iglesia de San Antonio de Padua, Praga

En la Plaza Strossmayer se encuentra la Iglesia neogótica de San Antonio de Padua. Fue construida entre 1908 y 1911 por el arquitecto František Mikš, siguiendo el modelo de la Iglesia de Týn en la Plaza de la Ciudad Vieja. Ha sido protegida como monumento cultural permanente desde 2015. El 26 de octubre de 1916, las campanas de la iglesia fueron destruidas para esfuerzos bélicos, conservándose solo la más pequeña, llamada Rafael, que pesa cuarenta kilogramos. Después de la Primera Guerra Mundial, nuevas campanas fueron proporcionadas por la empresa de campanas Herold en Chomutov. Durante la Segunda Guerra Mundial, la mayoría de estas campanas fueron llevadas por Alemania. En la década de 1980, la iglesia colocó una campana regalo de 1918 de la nación estadounidense al pueblo checo, la Campana de la Libertad, que es la única réplica exacta de la original Liberty Bell en el Salón de la Independencia en Filadelfia.

## Transporte

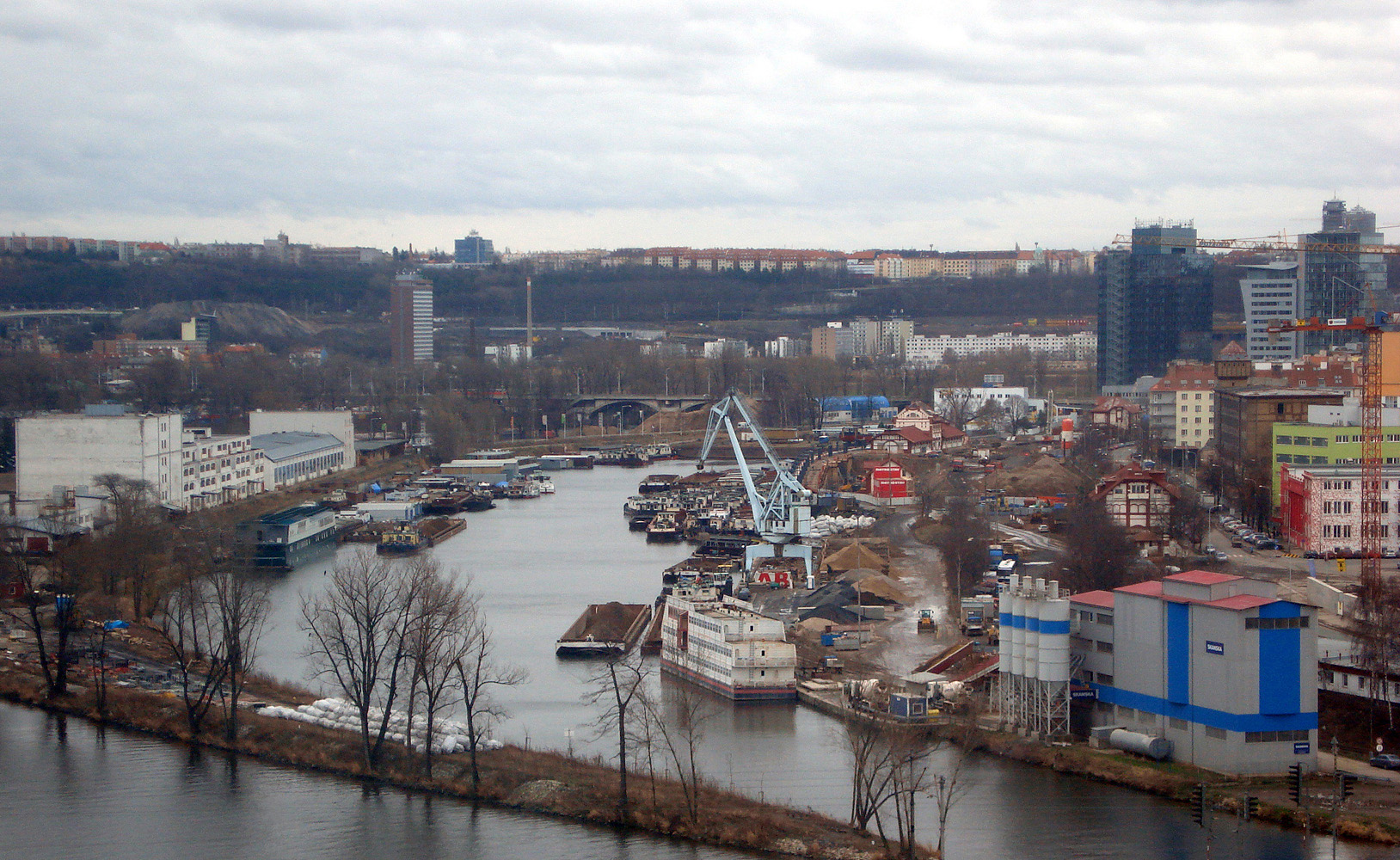
Puerto de Holešovice en 2007

Holešovice cuenta con dos estaciones de metro y una red de tranvías. Las estaciones de transferencia más importantes son Vltavská, desde donde la línea se extiende sobre el Puente Hlávkův hacia Těšnov, y Strossmayerovo náměstí, que conecta con Letná y el paseo marítimo del capitán Jaroš. Las vías de tranvía forman un círculo alrededor de la mayor parte de Holešovice y se ramifican hacia Trója a través del Puente Trójský y hacia Libeň por el Puente Libeňský.

En el borde de Stromovka, cerca de la estación Výstaviště, se encuentra una terminal de tranvías. Desde agosto de 1978, esta terminal se ha utilizado solo para vehículos de reserva y durante obras. Desde octubre de 2003, también ha servido a la línea 5 y a la nostálgica línea 91. En marzo de 2005, un plan para extender las vías hasta la Šlechtova restaurace recibió una reacción negativa de los residentes. En 2023, la línea 12 y la histórica línea 41 finalizan regularmente en esta terminal.

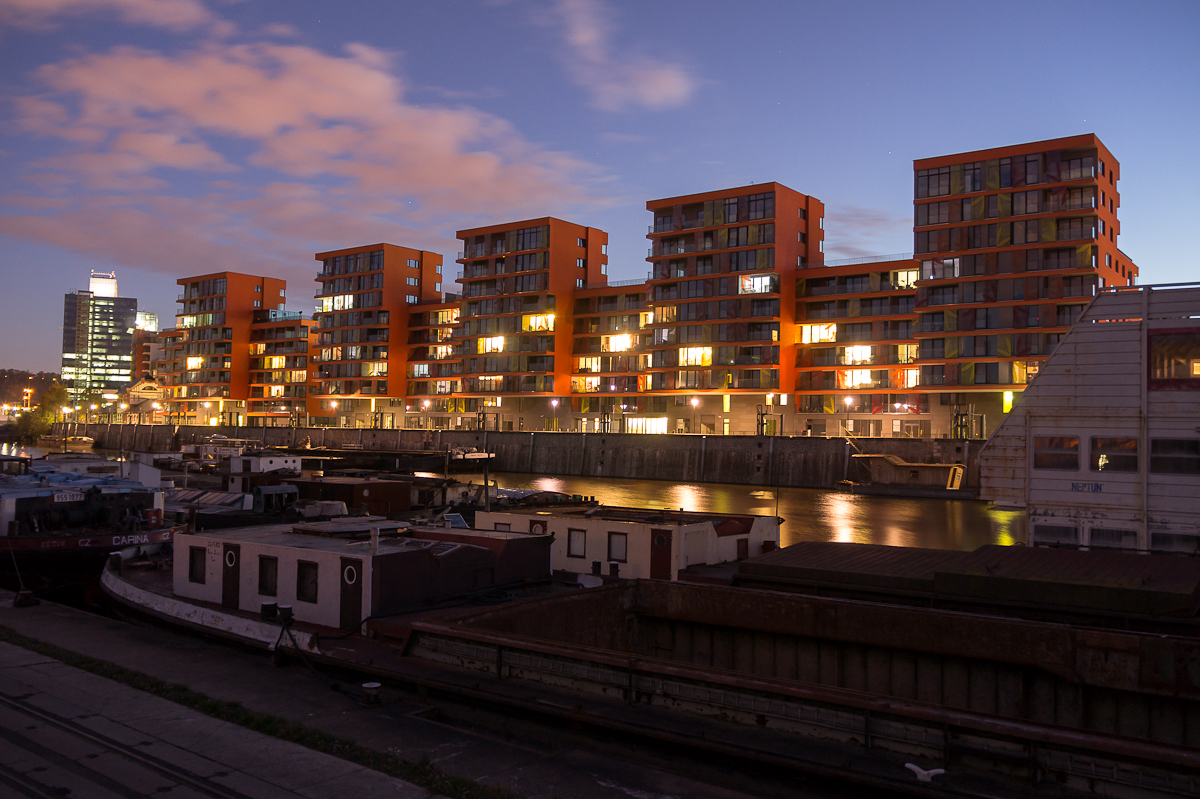
Vista desde el puerto de Holešovice del complejo de viviendas Prague Marina

La estación de metro Nádraží Holešovice cuenta con paradas de autobuses. Antes de la extensión del metro a Kobylisy y la significativa reducción del tráfico en junio de 2004, era la terminal más importante de la ciudad. Actualmente, sigue siendo un importante nudo de transferencia para viajes al Zoo de Troja. Más al norte, detrás de la calle Jankovcová, se encuentra la estación de autobuses de líneas de larga distancia hacia el noroeste de Bohemia, operada por la empresa que gestiona la ruta a Brno. Esta estación está situada de tal manera que los autobuses deben pasar por el viaducto principal, circular a través de Ortenovo náměstí y cruzar el cruce con Plynární.
En el transporte ferroviario, la estación más importante de Praga-Holešovice es clave para los trenes exprés internacionales que vienen de Alemania a través de Kralupy nad Vltavou y Děčín. Estos trenes continúan su trayecto ya sea hacia la estación central de Praga o vía la estación de Praga-Libeň en el este del país. Para el transporte local a través del Viaducto de Negrelli hacia la estación de Masarykovo, sirve la estación de Praga-Bubny, la cual está en una fase de ampliación considerable. Además, se encuentra la parada de Praha-Holešovice zastávka (protegida solo por refugios, ya que el edificio original de la estación fue demolido en los años 80) en la antigua vía ferroviaria de Kralupy.